# Медоле
Медоле (итал. Medole) — коммуна в Италии, располагается в регионе Ломбардия, подчиняется административному центру Мантуя.
Население составляет 3316 человек, плотность населения составляет 133 чел./км². Занимает площадь 25 км². Почтовый индекс — 46046. Телефонный код — 0376.
В коммуне 15 августа особо празднуется Успение Пресвятой Богородицы.